# Henriette Hangnanmey
Henriette Hangnanmey, née le 12 octobre 1992 à Cotonou, est une journaliste et réalisatrice togolaise.

## Biographie
Après des études à l'Institut supérieur des métiers de l'audiovisuel du Bénin,,, Henriette Hangnanmey commence sa carrière en 2015 chez Benin Eden TV. Elle désire alors aborder des sujets profonds de la société africaine à travers le genre documentaire,. Elle réalise en 2016 son premier court-métrage Né en prison qui aborde la thématique des enfants nés en prison,,.
Elle participe à plusieurs festivals cinématographiques en 2017, parmi lesquels le festival international de l'audiovisuel et du cinéma du Burundi, les festivals du cinéma africain de Lausanne et de Toulouse, la journée cinématographie de Carthage. Au cours de sa carrière, elle représente à la fois le Togo et le Bénin, notamment lors des journées cinématographiques de la femme africaine (Burkina Faso en 2019) et les festivals internationaux et des mots (Nouveau-Brunswick en 2019).[réf. nécessaire]
Elle poursuit ses études en cinématographie au Canada. À travers sa fondation Miss Dadjo, elle se tourne vers les orphelinats et ONG qui traite des sujets liés à la prévention des personnes souffrant de maladies mentales en Afrique.[réf. nécessaire]

## Filmographie
- 2016 : Né en prison[2]
- 2023 : Shamed Breast, les seins de la honte

## Distinctions
- 2016 : Prix du meilleur court-métrage au Festilag (Côte d'Ivoire) pour Né en prison[10]
- 2017 : Lauréate du Clap d'Ivoire dans la catégorie documentaire[11]
- 2ème prix documentaire clap ivoire 2023 (sélection nationale togolaise)
- prix du meilleur documentaire Zambie short film festivals 2023.